# Konklawe 1406
Konklawe 18-30 listopada 1406 – konklawe okresu wielkiej schizmy zachodniej, które wybrało Grzegorza XII na papieża obediencji rzymskiej.

## Śmierć Innocentego VII
Papież Innocenty VII, trzeci z kolei papież rzymskiej obediencji, zmarł 6 listopada 1406 po dwóch latach pontyfikatu. Na konklawe 1404 ślubował on, że podejmie wszelkie kroki, łącznie z abdykacją, aby zakończyć trwającą w Kościele od 1378 roku schizmę, w rzeczywistości jednak nie uczynił praktycznie nic, aby ten cel osiągnąć.
Podobnie jak przy śmierci Urbana VI, Klemensa VII i Bonifacego IX także i tym razem kardynałowie zastanawiali się, czy przystępować do wyboru nowego papieża czy też rozpocząć negocjacje z „awiniońskim” papieżem Benedyktem XIII w sprawie jego uznania lub nawet zaczekać na jego śmierć. Rozważania te trwały jednak krótko i w przepisanym prawem kanonicznym terminie „rzymscy” kardynałowie przystąpili do konklawe. Wiadomo, że jednym z głównych papabile, popieranym przez Florencję, był Angelo Acciaioli.

## Lista uczestników
Rzymska obediencja Świętego Kolegium liczyła 18 kardynałów. 14 z nich brało udział w konklawe:
- Angelo Acciaioli; Kardynał z Florencji[6] (nominacja kardynalska: 17 grudnia 1384) – kardynał biskup Ostia e Velletri; prymas Świętego Kolegium Kardynałów; wicekanclerz Świętego Kościoła Rzymskiego; archiprezbiter bazyliki watykańskiej
- Enrico Minutoli; Kardynał z Monopoli[6] (18 grudnia 1389) – kardynał biskup Tusculum; archiprezbiter bazyliki liberiańskiej; kamerling Świętego Kolegium Kardynałów; protektor Zakonu Krzyżackiego
- Antonio Caetani; Kardynał z Akwilei[6] (27 lutego 1402) – kardynał biskup Palestriny; penitencjariusz większy; archiprezbiter bazyliki laterańskiej
- Angelo d’Anna de Sommariva OSBCam; Kardynał z Lodi[6] (17 grudnia 1384) – kardynał prezbiter S. Pudenziana
- Corrado Caraccioli; Kardynał z Mileto[6] (12 czerwca 1405) – kardynał prezbiter S. Crisogono; administrator diecezji Mileto
- Angelo Correr; Kardynał z Konstantynopola[6] (12 czerwca 1405) – kardynał prezbiter S. Marco; tytularny patriarcha Konstantynopola; administrator diecezji Koronei
- Giordano Orsini (12 czerwca 1405) – kardynał prezbiter Ss. Silvestro e Martino
- Giovanni Migliorati; Kardynał z Rawenny[6] (12 czerwca 1405) – kardynał prezbiter S. Croce in Gerusalemme; administrator archidiecezji Rawenny
- Antonio Calvi; Kardynał z Todi[6] (12 czerwca 1405) – kardynał prezbiter S. Prassede
- Rinaldo Brancaccio (17 grudnia 1384) – kardynał diakon Ss. Vito e Modesto; protodiakon Świętego Kolegium Kardynałów
- Landolfo Maramaldo; Kardynał z Bari[6] (21 grudnia 1381/18 grudnia 1389[7]) – kardynał diakon S. Nicola in Carcere Tulliano; legat w Perugii
- Oddone Colonna (12 czerwca 1405) – kardynał diakon S. Giorgio in Velabro
- Pietro Stefaneschi; Kardynał S. Angelo[6] (12 czerwca 1405) – kardynał diakon S. Angelo in Pescheria
- Jean Gilles; Kardynał z Leodium[6] (12 czerwca 1405) – kardynał diakon Ss. Cosma e Damiano

Oprócz Francuza Jean Gilles wszyscy elektorzy byli Włochami. Czterech z nich mianował Urban VI, dwóch Bonifacy IX, a ośmiu Innocenty VII.
Kamerlingiem Świętego Kościoła Rzymskiego był Leonardo de Fisici, biskup Fermo.

### Nieobecni
Czterech kardynałów (Węgier, dwóch Włochów i Grek) nie brało udziału w konklawe:
- Bálint Alsáni; Kardynał z Peczu[6] (17 grudnia 1384) – kardynał prezbiter S. Sabina; protoprezbiter Świętego Kolegium Kardynałów; administrator diecezji Pecz
- Francesco Uguccione; Kardynał z Bordeaux[6] (12 czerwca 1405) – kardynał prezbiter Ss. IV Coronati; administrator archidiecezji Bordeaux
- Pietro Filargo OFM; Kardynał z Mediolanu[6] (12 czerwca 1405) – kardynał prezbiter Ss. XII Apostoli; administrator archidiecezji Mediolanu; legat papieski w Lombardii
- Baldassare Cossa; Kardynał S. Eustachio[6] (27 lutego 1402) – kardynał diakon S. Eustachio; legat apostolski w Romanii

Alsáni został mianowany przez Urbana VI, Cossa przez Bonifacego IX, a pozostali dwaj przez Innocentego VII.

## Wybór Grzegorza XII
Konklawe rozpoczęło się 18 listopada. Po pięciu dniach obrad, 23 listopada, wszyscy kardynałowie podpisali kapitulację wyborczą, która zobowiązywała elekta do:
- publicznej deklaracji o gotowości złożenia abdykacji, jeśli Benedykt XIII zrobi to samo, w ciągu miesiąca od wyboru,
- niemianowania nowych kardynałów ponad to, co konieczne do zachowania równowagi z obediencją awiniońską, przy czym pierwsze nominacje powinny nastąpić nie prędzej niż po piętnastu miesiącach od wyboru,
- rozpoczęcia negocjacji z Benedyktem XIII w sprawie cesji (dwustronnej abdykacji), w ciągu trzech miesięcy od wyboru.

30 listopada, po dwunastu dniach obrad i tydzień po podpisaniu kapitulacji wyborczej, jednogłośny wybór kardynałów padł na kardynała, Angelo Correra, Wenecjanina, który był najstarszym członkiem Świętego Kolegium w obediencji rzymskiej. Elekt przyjął wybór, przybrał imię Grzegorz XII i niezwłocznie potwierdził warunki kapitulacji wyborczej, zobowiązując się do jej przestrzegania. 19 grudnia odbyła się uroczysta inauguracja pontyfikatu.
Już 11 grudnia 1406, a więc jeszcze przed koronacją, Grzegorz XII wypełnił pierwsze ze swych zobowiązań, publicznie deklarując gotowość cesji w przypadku podobnego kroku ze strony Benedykta XIII. Rozmowy z Benedyktem XIII jednak przeciągały się, aż w końcu w maju 1408 Grzegorz XII złamał swe obietnice wyborcze i mianował nowych kardynałów. Tym samym przyczynił się do przejściowego pogłębienia schizmy, jednak jego późniejsza postawa na Soborze w Konstancji umożliwiła jej ostateczne przezwyciężenie.